# Arno Victor Dorian
Arno Victor Dorian (Versailles, 26 agosto 1768–?) è un personaggio immaginario, protagonista del videogioco Assassin's Creed: Unity

## Biografia

### Primi anni
Élise: Visto che facce quando abbiamo preso le mele?
Arno: Sono Arno.
Élise: Élise.
—Il primo incontro tra Arno ed Élise[src]
Arno Victor Dorian nacque il 26 agosto 1768 a Versailles, quartiere parigino esclusivo della nobiltà. Lui, come suo padre Charles Dorian, discendeva da una lunga stirpe di aristocratici che per secoli fecero parte dell'Ordine degli Assassini. Di sua madre, Marie, invece non si conosce quasi nulla, sennonché era un nobile della corte austriaca degli Asburgo. Viste le sue origini, il giovane Arno poté godere di un'infanzia privilegiata, educato dai migliori precettori e insegnanti che il suo ceto sociale poté concedergli. Da piccolo viaggiò spesso in Europa e in Nord Africa.
Il 27 dicembre 1776, quando Arno aveva otto anni, accompagnò suo padre al palazzo reale di Versailles, in quanto re Luigi XVI aveva convocato tutti i nobili per un'importante riunione di affari. Non potendo andare con lui, il bambino fu costretto ad aspettare in uno dei corridoi della reggia. Nonostante gli fosse stato raccomandato di non esplorare il palazzo, Arno venne attratto da una bambina che lo convinse a rubare una mela nel gazebo dei giardini. Sfuggito ai soldati, scoprì che la bambina che aveva seguito si chiamava Élise, anch'ella alla reggia per il suo stesso motivo.
Poco dopo i due videro le guardie in allarme, e incuriositi decisero di seguirle. Condotto nuovamente al corridoio in cui sarebbe dovuto rimanere, Arno vide il corpo di suo padre ormai senza vita - a sua insaputa era infatti stato ucciso dalTemplare Shay Cormac per un oggetto in suo possesso. Rimasto orfano, venne adottato dal padre di Élise, il Gran Maestro François de la Serre. Per non corrompere la memoria della sua famiglia, egli decise di non crescere il ragazzo come un Templare, e pertanto lo tenne sempre all'oscuro di tutto.

### Riunione degli stati generali
Perrault: Una lettera... Per il signor de la Serre... È importante!
Arno: Oh, calmatevi, Perrault. La lettera non arriverà prima al signor de la Serre se morirete di fatica. Datemela ci penso io.
―Arno prende in custodia la lettera scritta per de la Serre[src]
Divenuto a tutti gli effetti un membro del casato de la Serre, Arno crebbe insieme ad Élise, con cui strinse presto un forte legame di amicizia, anche se a causa della sua sorellastra si ritrovò molto spesso in situazioni pericolose. Parteciparono insieme anche a molti viaggi, passando molto tempo nelle tenute di famiglia a Marsiglia ed a Strasburgo. Il rapporto tra i due sfociò poi in una relazione d'amore. Ma una volta cresciuto, Arno venne impiegato dal suo genitore adottivo come sottoposto del loro maggiordomo di Parigi, Olivier.
Il 5 maggio 1789, Arno perse a carte un cimelio di famiglia: un orologio che suo padre gli aveva lasciato poco prima di morire. Essendo tutto ciò che gli rimaneva di lui, lo recuperò dalla fucina del fabbro che lo aveva vinto, Victor. Questi però lo seguì fino a casa sua, accusandolo di furto aggravato davanti ad Olivier. Fortunatamente il signor de la Serre riuscì a mediare la situazione, e poco dopo ordinò al ragazzo di aiutare il maggiordomo nelle sue mansioni, mentre lui avrebbe raggiunto Élise; seppur riluttante, obbedì. Mentre lavorava, vide uno dei servi, Perrault invocare il padrone appena partito. Costui rivelò di avere con sé un'importante lettera per il signore, che Arno si offrì di consegnare al suo posto.
Dopo aver seguito la carrozza del suo patrigno, Arno riuscì a rintracciarlo alla Riunione degli Stati generali. Ma una volta infiltratosi all'evento, venne assalito da Victor, ancora arrabbiato per il furto. Dopo averlo sconfitto in duello, Arno fu costretto a fuggire per le guardie in agitazione. Rincasato, confidò al maggiordomo la sua voglia di salutare la sorellastra. Tuttavia scoprì che ella avrebbe partecipato ad un ballo in suo onore a Versailles. Desideroso di poter passare la serata con lei, Arno lasciò la lettera sotto la porta degli uffici di de la Serre, e indossò uno dei suoi abiti migliori.

### Unione agli Assassini

#### Presa della Bastiglia
"Tuo padre era un Assassino, Arno. Ha dato la vita perché l'umanità fosse libera. Resta con me, e forse potrai unirti alla Confraternita. E onorare la sua memoria."
―Pierre invita Arno nella Confraternita[src]
Recatosi al ballo, Arno si ritrovò l'ingresso negato a causa del mancato invito. Tuttavia entrò lo stesso all'interno del palazzo, evitando lo sguardo indiscreto dei soldati del re. Raggiunta la sala principale, il ragazzo iniziò a seguire Élise, che lo condusse in una camera appartata. I due tuttavia non ebbero molto tempo da passare insieme, in quanto i militi tentarono di irrompere nella stanza alla ricerca dell'intruso. Per sua fortuna, Élise depistò i suoi inseguitori, permettendogli di fuggire dalla finestra. Trovata una sosta nel cortile principale, Arno vide il signor de la Serre crollare a terra morente.
Mentre tentava di soccorrerlo, il reale omicida invocò le guardie indicandolo come criminale. Pertanto venne arrestato e rinchiuso alla Bastiglia. Dopo la sua prima notte in prigione, Arno scoprì che uno dei suoi compagni di cella, Pierre Bellec, gli aveva rubato l'orologio di suo padre mentre dormiva. Nel tentativo di reclamare la sua proprietà, il ragazzo lo affrontò in un duello con spada, uscendone vittorioso. Quando però citò i disegni nella cella del suo avversario, questi lo prese di forza portandolo all'ingresso della stanza. Spronato a concentrarsi, Arno attivò l'occhio dell'aquila, riuscendo a visualizzare nuovamente i disegni. A quel punto Pierre rivelò di conoscere il padre di Arno e la loro appartenenza alla Confraternita degli Assassini.
Pertanto invitò anche il ragazzo a farne parte in nome della memoria di suo padre. Sebbene all'inizio avesse rifiutato, alla fine Arno accettò, sottoponendosi a due ardui mesi di studio e allenamento con Bellec. I due ebbero la loro occasione di fuga il 14 luglio, quando la popolazione prese d'assedio la Bastiglia dando il via alla rivoluzione. Quando raggiunsero i bastioni della fortezza, Pierre donò un medaglione ad Arno, invitandolo a cercare la Confraternita quando avrebbe voluto. Dunque si gettò nel fiume sottostante con un salto della fede, e Arno fece altrettanto.

#### Iniziazione
"Dall'oscurità entrerai nella luce, dalla luce tornerai nell'oscurità. Sei pronto a compiere la via dell'aquila?"
―Il Mentore Mirabeau durante il rito di iniziazione di Arno[src]
Fuggito dalla Bastiglia, Arno tornò alla tenuta dei de la Serre, dove trovò soltanto Élise. Questa gli addossò la colpa della morte di suo padre, rivelando di essere una Templare e di conoscere l'affiliazione di Arno con gli Assassini. Inoltre gli mostrò la lettera che avrebbe dovuto consegnare a suo padre, scritta da un confratello siglatosi come L. Il mittente dichiarava di un complotto orchestrato dagli altri Templari ai danni di de la Serre. Capendo che se avesse consegnato la lettera avrebbe potuto salvare il suo patrigno, il giovane si ritrovò screditato da Élise e cacciato da quella che prima era casa sua.
Tormentato dal suo passato, Arno decise di cercare gli Assassini per ottenere la sua redenzione. Usando l'occhio dell'aquila, scoprì che il medaglione donatogli da Bellec durante la loro fuga gli indicava la vetrata della Saint-Chapelle. Recatosi nella chiesa, Arno riuscì ad entrare nel covo segreto degli Assassini nelle catacombe della struttura. Lì venne accolto da Pierre, che lo stava aspettando.
Il suo maestro lo condusse al cospetto del Consiglio degli Assassini, capeggiato dal Mentore Mirabeau. Questi lo iniziò all'interno della Confraternita, facendogli vivere un processo di morte e rinascita come un Assassino. Addestrato in qualsiasi cosa potesse tornargli utile nel completamento di una missione, Arno poté dare inizio alla sua lotta contro i Templari.

### Rivoluzione francese

#### Omicidio a Notre-Dame
"Assassino, la tua missione è andare a Notre-Dame, dove troverai l'agente Templare Charles-Gabriel Sivert. Scoprirai i suoi segreti, e quando lo avrai fatto, gli darai la pace eterna secondo la nostra regola."
―Mirabeau affida ad Arnaud la sua prima missione in solitaria[src]
Entrato nella Confraternita, Arno venne affidato a Bellec per il suo addestramento, durante il quale fu coinvolto in eventi quali la marcia femminile su Versailles organizzata da Théroigne de Méricourt. Il 4 gennaio 1791, i due svolsero una missione ricognitiva alla Concergiere, dove spiarono un incontro tra il Templare Charles-Gabriel Sivert ed alcuni suoi sottoposti. I due Assassini uccisero due di questi, scoprendo che Sivert avrebbe dovuto incontrare i suoi esattori alla Cattedrale di Notre-Dame de Paris il giorno successivo.
Dopo aver fatto rapporto al Consiglio degli Assassini, Arno venne incaricato di rintracciare Sivert, scoprire i suoi segreti ed infine di ucciderlo. Pertanto si incontrò con Pierre di fronte alla chiesa, che contrariamente alle aspettative di Arno, era venuto solo per suggerirgli di studiare l'ambiente per pianificare il suo assassinio.
Seguendo il consiglio del suo maestro, Arno sfruttò diverse opportunità adocchiate, riuscendo infine ad infiltrarsi nella cattedrale e ad uccidere Sivert all'interno di un confessionale. Per via di una sua particolarità genetica, Arno riuscì a visualizzare alcuni ricordi di Sivert; in particolare vide il momento in cui lui e il suo confratello Roi des Thunes uccisero il Gran Maestro de la Serre. Scoperta la presenza di un complice nell'assassinio del suo patrigno, Arno tornò al covo dell'Ordine per fare rapporto al Consiglio.

#### La Corte dei miracoli
"Assassino, il Consiglio ti incarica di andare alla Corte dei miracoli. Trova l'agente Templare Roi des Thunes, scopri i suoi segreti e dagli la pace."
―Arnaud viene incaricato di uccidere il Roi de Thunes[src]
Dopo aver fatto rapporto al Consiglio, Arno venne ricompensato con una lama fantasma, una miglioria della lama celata tipica degli Assassini francesi. Inoltre venne incaricato di rintracciare il Roi des Thunes, scoprire i dettagli del suo coinvolgimento nell'omicidio di de la Serre, ed infine di ucciderlo. Giunse il 19 gennaio alla Corte dei miracoli, regno dei poveri e dei mendicanti. Vagando per il quartiere degradato, incontrò il braccio destro del suo bersaglio: il medico Aloys la Touche. Questi stava tagliando la gamba ad un suo "paziente", e Arno provò a salvarlo.
Fortunatamente venne fermato da Donatien de Sade, un marchese che era un suo compagno di galera alla Bastiglia. A conoscenza del suo operato, gli consigliò di non interrogare la Touche sul momento, ma di pedinarlo fino alla sua clinica. L'Assassino seguì pertanto il medico fino al suo luogo di cure, infiltrandosi di soppiatto nel suo laboratorio ed estorcendogli con l'intimidazione la posizione del Roi des Thunes. Sfruttando dunque varie occasioni, Arno riuscì a localizzare il covo del Templare nelle fogne. Sebbene questi fosse stato avvertito della sua presenza, l'Assassino riuscì ad assassinarlo, penetrando nei suoi ricordi.
Lì, vide il Roi des Thunes uccidere de la Serre con lo spillone d'argento distintivo dei Templari. Inoltre scopri che Sivert e il re prendevano ordini da un mandante, un Gran Maestro usurpatore. Dopo aver rubato la pistola del defunto sovrano, Arno tornò dal marchese de Sade. Il nobile libertino aveva appena dato inizio al suo regno come nuovo monarca dei mendicanti, e inoltre donò ad Arno lo spillone che aveva visto nei ricordi del Roi des Thunes, informandolo che il solo argentiere capace di produrli era François-Thomas Germain.

#### Il falso Gran Maestro
"Ho realizzato il primo anni fa, per conto di un cliente di nome Lafrenière. Era una commessa insolita, e in effetti mi ha incuriosito."
―Arno apprende da Germain il nome del suo bersaglio successivo[src]
In base a quanto scoperto da Arno, il Consiglio lo incaricò di rintracciare il Gran Maestro usurpatore interrogando l'argentiere che aveva costruito l'arma del delitto. Dunque, nel marzo 1791 Arno si diresse alla bottega di Germain in rue Saint-Antoine e dopo averlo condotto al di fuori del suo laboratorio lo interrogò sulle origini dello spillone dei Templari. L'argentiere confidò che gli era stato commissionato da un cliente insolito, un occultista di nome Chrétien Lafrenière che recentemente stava occupando le Halle aux Blès. Dunque l'Assassino si recò sul posto per svolgere delle indagini che sperava lo portassero dal suo bersaglio.
L'edificio era stato completamente occupato dai Templari, che lo stavano utilizzando come magazzino per accumulare armi e taniche di polvere da sparo in abbondanza. Consultando i registri privati di Lafrenière, Arno scoprì che il Gran Maestro stava accumulando approvvigionamenti per una grossa spedizione militare all'Hotel de Beauvais, ma che prima avrebbe celebrato al Cimetière des Saints-Innocents una riunione con il ramo conservatorio dei Templari. Scoperto il suo nascondiglio, Arno decise di non fare rapporto al Consiglio, credendo di aver trovato sufficienti prove per la condanna a morte di Lafrenière. Dunque lo assassinò traendolo in una trappola dopo il completamento della celebrazione.
Nei suoi ricordi lo vide scrivere la lettera che anni prima avrebbe dovuto consegnare a de la Serre; questo cambiò completamente le aspettative di Arno, in quanto l'uomo che aveva appena ucciso aveva tentato di salvare il suo Gran Maestro e non di usurpare il suo rango. Una volta riferita la sua iniziativa al Consiglio, si ritrovò aggredito da tutti i suoi esponenti, che lo accusarono di mirare solo alla vendetta. Tuttavia Mirabeau permise al ragazzo di continuare, avvisandolo però che non avrebbe tollerato ulteriori decisioni autonome.

#### Alleanza con Élise
Arno: La Confraternita ha risorse, uomini...
Élise: Non dirai sul serio! Non mi fido degli Assassini.
―Arno tenta di convincere Élise ad allearsi con lui[src]
Poche ore dopo, seguendo ciò che stava pianificando Lafrenière, Arno si recò all'Hotel de Beauvois per scoprire il motivo per cui voleva tenerlo sotto assedio. Osservando da una posizione sopraelevata notò entrare nel palazzo Aloys La Touche, il vecchio tirapiedi del Roi des Thunes. Pedinandolo, scoprì che egli era divenuto un Templare del ramo riformista e che si era recato nel locale giacobino per incontrare segretamente i suoi confratelli e il reale Gran Maestro traditore. Ascoltando la loro riunione, Arno scoprì che avevano preparato un'imboscata per Élise de la Serre all'Hotel Voysen, nel caso li ostacolasse riunendo la fazione conservatoria.
Allarmato per la sorte della sua amata, Arno si recò nei giardini in cui gli agenti del Gran Maestro avrebbero dovuto tendere l'imboscata, salvando la ragazza e scortandola attraverso un labirinto botanico. Ma i militi persistenti non diedero loro tregua, e pertanto l'Assassino decise di eliminarli da solo, dando ad Élise un appuntamento nella sua base al Café Théâtre. I due si incontrarono il 2 aprile, e dopo una breve discussione il ragazzo riuscì a convincere Élise a chiedere l'aiuto degli Assassini. Costoro non presero una decisione immediata, ma Mirabeau preferì attuare un consulto per valutare la situazione.
Intanto Arno e la ragazza iniziarono a passeggiare, discutendo su quanto accaduto. Non appena l'Assassino fece il nome dell'argentiere François-Thomas Germain, Élise chiese la locazione della sua bottega, iniziando a correre freneticamente verso di essa una volta ricevuta l'informazione. Giunti a Les Halles, Élise rivelò ad Arno che l'argentiere era il braccio destro di suo padre, espulso anni prima dall'Ordine per teorie non ortodosse su Jacques de Molay. Investigando nel suo laboratorio, i due ebbero la conferma cercata: Germain era il mandante dell'omicidio di de la Serre.

#### Tradimento di Bellec
"Abbiamo perso la via, Arno. Pensiamo solo alla politica e alla rivoluzione. Ma non siamo uno stato, siamo un esercito. E nell'esercito chi tratta col nemico, è solo un traditore. Comunque non solo il solo a poter salvare la Confraternita. Noi possiamo, insieme."
―Pierre offre ad Arno la possibilità di unirsi a lui[src]
Scoperto il ruolo di Germain, Arno diede appuntamento ad Élise presso la casa di Mirabeau. Ma una volta recatosi lì, trovò soltanto la sua amata che ne osservava il corpo privo di vita. La Templare si dichiarò innocente, e Arno decise di crederle. Eseguendo un'indagine sul perimetro della scena del crimine, Arno scoprì che il Mentore era stato avvelenato con del vino miscelato ad un estratto di aconito. Trovo anche altre prove schiaccianti che riconducevano ad Élise come omicida. Nonostante ciò, la ragazza si dichiarò nuovamente innocente ed Arno non poté non crederle.
Poi prese a sfogliare l'agenda di Mirabeau, e l'Assassino scoprì che avrebbe dovuto incontrare il confratello Hervé Quemar. Recatosi da quest'ultimo e spiegatagli la situazione, Arno ottenne il resto della giornata per tentare di svelare il colpevole. Su consiglio di mastro Quemar si recò da uno speziale che vendeva alte concentrazioni di veleno, luogo ideale da cui cominciare. Quest'ultimo rivelò che un uomo incappucciato e col volto coperto gli aveva ordinato di dargli una fiaschetta di veleno e di portarne altre concentrazioni in un pozzo vicino alla Saint-Chapelle. Dunque il ragazzo si diresse con la sua amata alla chiesa. Lì trovò soltanto Bellec, che lo stava aspettando sui tetti dell'edificio.
Costui non provò rimorso nel confessare di essere il traditore, sostenendo che Mirabeau stava orientando gli Assassini più verso la politica che sulla guerra contro i Templari. Pierre provò a convincere Arno delle sue ragioni, offrendogli la possibilità di ricostruire la Confraternita francese insieme a lui. Il ragazzo però si rifiutò, e fu costretto alla scontro dal suo maestro. Dopo un arduo duello, Arno fu costretto ad uccidere Pierre. Sfogliando le sue memorie, vide i momenti che il suo maestro passò insieme a suo padre e il momento in cui avvelenò il Mentore.

#### Massacri settembrini
"In giro corre voce che lui e alcuni dei compari intendano marciare sul Grand Chatelet oggi pomeriggio. Se dovesse capitargli qualcosa, la Francia non ne soffrirebbe. Né la mia carriera."
―Arno ottiene la posizione di Rouille[src]
Mesi dopo la morte di Mirabeau e Bellec, nell'estate del 1792, il Consiglio incaricò Arno ed alcuni confratelli di uccidere l'agente nemico Flavigny - ella stava requisendo interi carichi di cibo alla cittadinanza. Ad agosto, il giovane venne spodestato dalle sue attuali indagini per occuparsi di un nuovo incarico: infiltrarsi al Palais de Tuileries per distruggere alcune lettere compromettenti che il loro defunto Mentore inviava frequentemente a re Luigi XVI. Nonostante il palazzo fosse sotto assedio dalle truppe estremiste, Arno riuscì comunque a raggiungere gli uffici privati di sua maestà. Lì venne accolto dal tenente d'artiglieria Napoleone Bonaparte.
Essendo entrambi in cerca di oggetti di natura monarchica, collaborarono per aprire il caveau che Luigi aveva fatto costruire nel perimetro della stanza. Quando riuscirono ad accedervi, l'Assassino bruciò le lettere cercate nella brace del camino, mentre Napoleone prese possesso di un erario del re. Soddisfatti, fuggirono attraverso un passaggio segreto, giusto in tempo per scampare al capitano Frédéric Rouille - un Templare che Arno aveva visto l'anno precedente al Beauvois. Il ragazzo provò ucciderlo sul punto ma venne fermato da Napoleone, che lo convinse di un sicuro fallimento tra il caos sovrastante. Pertanto fissarono un incontro per decidere insieme il destino del capitano.
Incontratisi in caserma il 2 settembre, Arno scoprì da Napoleone che Rouille stava marciando sul Grand Chatelet con la sua guarnigione. Pertanto l'Assassino lo rintracciò e lo uccise sui bastioni della galera, ove i riformisti stavano massacrando i detenuti. Nei suoi ricordi vide una nuova riunione segreta tra i Templari, in cui Germain incaricava Marie Lévesque di gettare Parigi in carestia. Completata la sua missione, Arno ed alcuni confratelli si occuparono di sventare la cospirazione austriaca ai danni di Georges Danton e, mesi dopo, di aiutare il generale Thomas-Alexandre Dumas a respingere le truppe prussiane del Duca di Brunswick.

#### Carestia a Parigi
Arno: Ho una pista su Germain. Una donna di nome Marie compra per lui i carichi di grano, e li dirotta in un porto privato.
Élise: [...] I Levésque sono Templari della Terza Crociata. Marie è stata l'unica ad opporsi alla cacciata di Germain. Non mi sorprende che lavori per lui.
―Arno apprende il nome del suo nuovo bersaglio[src]
Un mese dopo aver scoperto che Germain voleva fomentare ulteriormente la rivoluzione gettando la città in carestia, Arno si mise nuovamente in contatto con Élise. La incontro presso un caffè il 31 ottobre, informandola di quanto aveva scoperto frugando nei ricordi di Rouille. Ella ricambiò con dei dettagli sull'identità di Marie Lévesque: nobile discendente di una lunga dinastia di Templari, era stata l'unica ad opporsi all'esilio di Germain. Designandola come suo prossimo bersaglio, l'Assassino si diresse all'Hotel de Ville su consiglio della ragazza, poiché il porto era ormai punto di scarico del poco grano che riusciva ad entrare in città.
Rintracciata una barca di mercanti lungo la Senna, Arno li seguì lungo il loro percorso, scoprendo che scaricavano la merce lungo un molo riservato ai nobili. Trovato un nascondiglio da cui studiare l'ambiente, vide brevemente il suo bersaglio recapitare gli ordini al capitano della guarnigione. Trafugando il documento contenente i luoghi di spedizione delle merci, Arno scoprì che Marie Levésque aveva messo enormi quantità di cibo a disposizione dell'aristocrazia, e che stava organizzando un grande ricevimento al Palais du Luxembourg.
Vedendo la festa come un'occasione propizia, Arno si preparò ad ucciderla ed incontrò Élise ai cancelli del palazzo a tarda sera. Decisero che mentre lei avrebbe recuperato il grano rubato, lui avrebbe ucciso la Templare; giustizia fu fatta nel sala principale della residenza. Nei ricordi della donna, Arno vide l'espulsione di Germain dall'Ordine e la mossa finale dei riformisti: l'incarico di Louis-Michel le Peletier di garantire la morte del re Luigi XVI e con lui la distruzione della monarchia. Uscito dal Palais du Luxembourg, Arno ed Élise fuggirono insieme con un prototipo di mongolfiera.

#### Caccia al Palais-Royal
"Ah, il caro Louis. È passato dall'osteggiare la pena di morte all'esigere la testa del re in due anni. [...] Credo che ceni spesso in un caffè vicino al Palais Royal."
―Donatien de Sade informa Arno delle abitudini di le Peletier[src]
Ucciso il secondo Templare riformista, Arno iniziò a concentrarsi sul suo nuovo bersaglio: il marchese Louis le Peletier. Sapendo ch'egli prestava servizio come cittadino della Convenzione nazionale, l'Assassino si mise in contatto con il marchese Donatien de Sade, suo vecchio alleato e collega del suo bersaglio. Arno ed Élise lo incontrarono 20 gennaio 1793 alle porte del museo del Louvre, mentre scriveva degli appunti sulla depravazione del vescovado. Quando gli chiesero di le Peletier, il nobile libertino sottolineò il suo passaggio dal volere abolire la pena di morte al pretendere la testa del monarca francese.
Cercarono pertanto di rintracciarlo apprendendo le sue abitudini, e grazie a de Sade scoprirono che cenava molto spesso in un ristorante al Palais-Royal. Quindi Arno si recò in zona e studiò un accurato piano per uccidere il Templare senza essere notato. Avvelenò una bottiglia del vino preferito di le Peletier, costringendolo ad isolarsi dai salotti del palazzo; lo assassinò in un corridoio mentre questi si dirigeva morente nelle sue stanze. Nei suoi ricordi scoprì che il suo voto era stato il decisivo per la condanna del re, che sarebbe stato ghigliottinato il giorno dopo come voluto da Germain.

### Regime del Terrore

#### Esilio dalla Confraternita
"Arno Dorian, sei stato condannato. Ti privo del tuo grado e titolo e da oggi sarai esiliato dalla Confraternita di Parigi."
―Il Mentore Trenet esilia Arno dalla Confraternita[src]
Il giorno successivo alla morte di le Peletier, Arno incontrò Élise in piazza della rivoluzione: lì l'intera città si era radunata per assistere all'esecuzione del suo sovrano. Sapendo che Germain avrebbe assistito all'evento da un palchetto a lui riservato, i due si separarono per rintracciarlo più in fretta. Fu lui a trovare la sua tribuna, riuscendo ad attrarlo verso l'esterno. François non provò rimorso nel confessare di essere il Gran Maestro usurpatore, rivelando di agire in nome del suo predecessore Jacques de Molay. Ghigliottinato Luigi XVI, ordinò ai suoi uomini di uccidere Arno e si dileguò.
L'intervento di Élise gli concesse però di sbaragliare in fretta i suoi assalitori e inseguire il suo bersaglio. Nonostante i loro sforzi per rintracciarlo, persero la sua carrozza tra le strade. Quando si fermarono, la ragazza accusò Arno di aver sprecato l'unica occasione di uccidere Germain. Il ragazzo provò a giustificarsi, ma Élise furiosa se ne andò sostenendo che se non aveva lo stomaco per uccidere per lei era inutile. Poco dopo, Arno si recò alla base per far rapporto al Consiglio. Quest'ultimo, vistosi ignorato e poco rispettato votò la sua espulsione. Con tutti i voti favorevoli, Arno venne privato del suo rango.

#### Il ritorno
"Sei meglio di così. Io torno a Parigi. Vieni con me?"
―Élise offre ad Arno una seconda possibilità[src]
Perso tutto ciò che guidava la sua vita, Arno si ritirò a Versailles, alloggiando nella decadente tenuta della famiglia de la Serre. Sprofondò in breve in uno stato di depressione, guadagnandosi la reputazione dell'ubriaco del quartiere: principalmente perché era diventato un assiduo cliente di una taverna nota come Brasserie Garceau. Un giorno causò in pieno stato di ebbrezza una rissa all'interno del locale, ritrovandosi sconfitto e derubato dell'orologio di suo padre. Cacciato via dall'oste, Arno rubò del vino dalle cantine della taverna e tornò a casa. Tornato lucido, il giorno successivo ripercosse i suoi passi per ritrovare il cimelio.
Alla fine andò alla Reggia di Versailles su indicazione di uno dei mercenari con cui aveva litigato la sera prima. Uccise tutti gli estremisti ma senza trovare l'orologio su nessun cadavere. Affranto si fermò a pensare nei giardini della villa; inaspettatamente venne raggiunto da Élise. Ella si scusò per il suo comportamento, informando l'Assassino decaduto che Germain aveva dato via al Terrore, massacrando la popolazione parigina. Convinto dalle motivazioni della ragazza, Arno recuperò la sua uniforme da Assassino e tornò con lei in città. Lì diede la caccia ad Aloys la Touche, direttore dei ghigliottinamenti in città.
Lo rintracciò durante un'esecuzione pubblica nel giugno 1793. Alla fine riuscì ad ucciderlo con un attacco a sorpresa, mischiandosi tra i condannati all'esecuzione. Nei suoi ricordi scoprì che Germain aveva affidato il controllo del Terrore al confratello Maximilien de Robespierre. Terminata la sua missione, fuggì dalla zona e riferì ad Élise quanto scoperto; decisero di ottenere un momento propizio per screditare Robespierre. Durante il mese successivo, il ragazzo si ricongiunse ad alcuni suoi vecchi confratelli, aiutandoli ad uccidere il Templare Marcourt durante un torneo per reclutare nuovi brigadieri.

#### La caduta di Robespierre
Élise: Le pene, il culto dell'Essere Supremo... Se riusciamo a screditarlo sarà nostro!
Arno: Uno spettacolo pubblico è l'ideale.
―Il piano per screditare Robespierre[src]
Mentre aspettava il momento giusto per incastrare Robespierre, Arno partecipò ad alcune missioni che il Consiglio aveva affidato ai suoi confratelli, principalmente mirate a danneggiare Robespierre. Infatti negli ultimi giorni di luglio misero al sicuro il partito anti-giacobino dei girondini, braccati dal generale François Hanriot su ordine del Templare; il 13 novembre reclutarono nella Confraternita la spia che Robespierre aveva condannato per aver scoperto l'Ordine dei Templari: Didier Paton. Operarono anche il giorno 10 febbraio 1794, uccidendo il sanguinario Jacques Roux, che Robespierre intendeva impiegare come torturatore dei suoi oppositori.
Quando giunse il 4 aprile, accolsero le ultime volontà di Georges Danton, recuperando le lettere incriminanti che Robespierre voleva sfruttare contro i suoi alleati. Nel mese venturo riesumarono dal Pantheon le spoglie del loro Mentore, Mirabeau, impedendo ai cittadini di profanarle in favore dei Templari - essi avevano portato alla luce i suoi rapporti con Luigi XVI. Dopo ciò, Arno vide nell'8 giugno l'occasione di avvicinarsi a Robespierre: nel mezzo della ricorrenza deista dell'Essere supremo. Insieme ad Élise riuscì infatti ad infiltrarsi al Campo di Marte ed a trovare nella tenda del Templare alcune liste di nomi da condannare alla ghigliottina.
Le fecero giungere nelle mani dei deputati alla Convenzione nazionale. Per minare ulteriormente la sua immagine pubblica, avvelenarono il suo rinfresco con della segale cornuta. La sostanza gli causò allucinazioni e lo fece apparire pericoloso agli occhi del suo pubblico. Ritrovandosi contro tutti i politici francesi e il popolo stesso, Robespierre perse il suo potere ed Arno e Élise ne approfittarono per compiere il loro piano. Lo intrappolarono nella sua residenza al Palais du Luxembourg e gli estorsero con forza la posizione del Gran Maestro François-Thomas Germain.

#### Il Tempio
"Bravo, hai ucciso il cattivo. È così che immaginavi la scena in cuor tuo non è vero?"
―Germain dopo essere stato assassinato da Arno[src]
Secondo quando scoperto interrogando Robespierre, il Gran Maestro si nascondeva alla Torre del tempio, la fortezza che i Templari usavano come sede anni prima. Quando Arno ed Élise vi si recarono, scoprirono che il Gran Maestro lo aveva messo sotto la stretta sorveglianza dei suoi mercenari migliori. Ciò però non bastò e fermare l'Assassino, che aggirò la sicurezza e raggiunse il suo bersaglio sulle terrazze della torre principale. Lì provò ad attuare il suo primo tentativo di assassinarlo, fallendo però a causa del potere di una Spada dell'Eden che François brandiva. Sfruttando il potere del manufatto, quest'ultimo si teletrasportò in un luogo più sicuro.
Sapendo grazie ad Élise che i Templari avevano edificato una secolare sala cerimoniale nel sottosuolo di Parigi, Arno la incontrò lungo le catacombe. Insieme aprirono la Cripta di Jacques de Molay, dove affrontarono Germain in una battaglia finale. Lo scontro si rivelò molto duro, in quanto il potere della spada sventò molti degli attacchi mirati di Arno. Alla fine riuscì a disarmare Germain, causando una reazione del manufatto che distrusse buona parte della cripta. Rimasto sepolto dalle macerie, Arno stava quasi per essere liberato da Élise, quando la ragazza inseguì un fuggente Germain accecata dalla sua sete di vendetta. Sapendo che sarebbe rimasta uccisa dalla Spada dell'Eden, Arno compì un grande sforzo e riuscì a liberarsi.
Intervenne comunque troppo tardi per salvare la ragazza: il Frutto dell'Eden rilasciò la sua energia in una sola esplosione, uccidendo Élise e ferendo gravemente il Gran Maestro. Dopo aver dato l'ultimo saluto al suo amore perduto, Arno diede il colpo di grazia a Germain. Stranamente, entrambi poterono accedere ai ricordi della vittima. Nelle sue ultime parole, Germain rivelò il suo essere un Saggio - reincarnazioni del precursore Aita - e le motivazioni del suo operato. Uscito dalla mente del Saggio, Arno recuperò il corpo di Élise e uscì dalla cripta.

### La testa di Saint Denis
"Nella cripta reale? Oh, state attento, signore! I fantasmi dei re si aggirano là dentro. Quando intrappolano una vittima poggiano sul suo viso una corona fatta di pugnali, infilzano gli occhi, e quelli scoppiano gli acini d'uva nella pigiatura."
―L'oste della taverna di Franciade avverte Arno dei pericoli della sua missione[src]
Il giorno dopo l'omicidio di Germain nella cripta dei Templari, Arno si unì un'ultima volta ai suoi confratelli, aiutandoli nell'operazione di supporto all'alleata Théroigne de Méricourt per sradicare i residui del partito giacobino di Robespierre. Pochi giorni dopo, devastato per la morte di Élise, decise lasciare la Francia. Ma il 3 agosto ricevette una lettera dal marchese Donatien de Sade, che richiese il suo aiuto per cercare un manoscritto stilato da Nicolas de Condorcet. Quindi Arno raggiunse il suo alleato a Franciade, luogo di sepoltura di tutti i re di Francia.
Lì lo incontrò presso una taverna, ottenendo come primo indizio un documento di Condorcet recante lo stemma di Luigi IX. Quindi il giovane si infiltrò presso le cripte reali al di sotto di Franciade, ma quando raggiunse la salma cercata non vi trovò nulla. La sua ispezione venne interrotta da una ricognizione del capitano Philippe Rose, che lasciò uno dei suoi uomini nelle catacombe per rintracciare un tempio contenente un immenso potere. Ispezionando gli averi del soldato, Arno ottenne un elenco di reliquie rubate stilato da Dom Poirer e contenuto nella biblioteca del paese.
Recuperando anche la lista, Arno seppe che il manoscritto era in possesso di un giovane ladro di nome Lèon. Recatosi a casa sua, venne indirizzato dalla sua badante al mulino del paese, dove il ladro era stato visto l'ultima volta. Investigando nella zona, Arno ebbe accesso ad una cava dove i razziatori stavano scavando alla ricerca di manufatti. Dal suo nascondiglio ascoltó una conversazione che Philippe Rose ebbe con Lèon, rivelatosi un bambino. Poco dopo entrò in scena Napoleone Bonaparte, che insieme a Rose analizzò un'antica incisione ritraente la chiave del tempio che i razziatori stavano cercando, chiave di cui Napoleone era in possesso.
Dopo che quest'ultimo si congedò, il capo dei razziatori ordinò ai suoi uomini di far fuori il piccolo ladro. Arno tuttavia intervenne salvandogli la vita; Lèon per ringraziarlo gli regalò un mortaio a ghigliottina, promettendogli anche il manoscritto una volta tornati in superficie. I due tuttavia si separarono presto per via di un disguido sullo sventare i piani di Napoleone sul nascere. Nonostante avessero preso strade alternative, una volta tornato per le strade di Franciade, Arno raggiunse l'orfanotrofio dove abitava Lèon, dove gli consegnò il manoscritto.
Completata la sua missione, si recò nuovamente alla taverna in cui aveva incontrato il marchese de Sade. Tuttavia, scrutando oltre la porta, vide Élise per le strade di Franciade, e attratto da lei, iniziò ad inseguirla. Ma una volta atterrata, la donna si rivelò solo una ladra sua somigliante. Poco dopo, giunse nuovamente la badante di Lèon, che convinse Arno ad aiutare il ragazzo nella sua lotta ai razziatori. Quindi l'Assassino decaduto raggiunse il ladruncolo al suo campo di allenamento dietro l'orfanotrofio. Insieme riuscirono a trovare una pista per la mappa del tempio cercato dal capitano Rose.
Ricontrollando la lista delle reliquie di Dom Poirier, infatti, Arno scoprì tre reliquie di Sugerio di Saint-Denis che erano incise nella stessa miniera dove i razziatori si erano insediati. Dichiarando di possedere la prima, Lèon consigliò ad Arno di recarsi alla basilica del paese, dove Sugerio era stato parroco. Risolvendo gli enigmi lasciati da quest'ultimo, Arno riuscì a trovare le altre due reliquie. Pertanto tornò da Lèon, con cui scoprì che illuminando i tre manufatti con la luce, veniva proiettata la mappa del tempio. Dunque si recò una seconda volta nei pressi della cripta reale.
Lì risolse gli enigmi necessari al "fantasma dei re" per indicargli la giusta serratura dei cancelli del tempio, il cui sistema di sicurezza aveva ucciso tutti i migliori scassinatori del capitano Rose. Rimasta da recuperare solo la chiave di Napoleone Bonaparte, Arno tornò da Lèon, che gli suggerì di indagare al mercato - dove le milizie del generale corsó pattugliavano più spesso. Interrogando uno dei tenenti, Arno scoprì che i razziatori custodivano la chiave nelle loro miniere. Dunque, l'ex-Assassino ottenne il manufatto cercato rubando tra gli scrigni della loro tesoreria.
Ottenuta anche la chiave, Arno aprì la porta della cripta reale, preparandosi a recuperare il manufatto che da decenni essa custodiva. Mentre però si accingeva ad esplorarla, Philippe Rose e la sua pattuglia lo colsero di sorpresa con un colpo improvviso di pistola; che Arno scansò gettandosi in un crepaccio vicino, mentre il capitano e la sua milizia entrarono nel tempio. Tuttavia riuscì a tornare alle rovine e ad uccidere Rose prima che potesse impossessarsi della reliquia, che si rivelò essere la testa di Saint-Denis. Infine, uscì dalla cripta sfruttando il mistico potere del manufatto e tornò all'orfanotrofio di Lèon.

### L'eredità di Èlise
"Sono seduto qui adesso, a chiedermi se ne ho la forza. Mi chiedo sa saprò mai essere forte come è stata lei. Spero tanto di sì."
―Arno dopo aver letto i diari di Élise[src]
Ottenuto il manufatto, Arno decise di restare in Francia: consegnò il manoscritto di Condorcet al marchese de Sade, ed estrasse dalla testa di Saint-Denis la Mela dell'Eden che l'alimentava. Temendo che Napoleone - incarcerato con l'accusa di cospirazione e alto tradimento ai danni della repubblica - potesse rivendicarne il possesso, decise di contattare gli Assassini perché trasportassero l'artefatto ad Il Cairo, in custodia di un loro confratello noto come Al Mualim. Successivamente Arno lasciò Franciade e si trasferí a Versailles, nella vecchia tenuta della famiglia de la Serre.
Durante quel periodo visitava spesso le tombe di Élise dei suoi genitori al Cimitiere de Saints-Innocents. Qualche tempo dopo ricevette la visita di Bernard Ruddock, come lui un Assassino esiliato dalla Confraternita. Egli portava una lettera che Élise aveva scritto per lui nell'eventualità della sua morte. Come ultime volontà, la ragazza desiderava che Arno recuperasse delle lettere custodite al Palais de la Misère, una vecchia tenuta immersa nel bosco in cui si era trasferita dopo la morte di suo padre. Tali lettere avrebbero aiutato Ruddock di riottenere il favore degli Assassini ed essere riammesso tra loro.
Così ci andarono insieme, venendo accolti dai servi Hélène e Jacques. I due condussero Arno al cospetto di Frederick Weatherall, il maestro di Élise. L'anziano chiese ragione della sua presenza alla tenuta, ed Arno gli spiegò il compito che gli aveva assegnato la sua amata, senza però specificare la fine che avrebbero fatto le lettere. Il giorno dopo, i due vennero ospitati all'interno della casa. Ma quando Ruddock rivelò di aver avuto dei passati legami con la famiglia Templare dei Carrol, Weatherall riuscì a smascherare le sue vere intenzioni: uccidere gli abitanti della villa e recuperare le lettere di Élise per conto dei Carrol.
Così avrebbe riscattato anche le taglie pendenti sulle loro teste. Nel panico, Ruddock estrasse la sua pistola, prese Hélène in ostaggio e ordinò all'altro servo di prendere le lettere e di metterle tra le bisacce del suo cavallo; promise di liberare la donna in cambio. Quando però Weatherall si accorse che non avrebbe mantenuto la parola, sferrò un rapido fendente al volto di Ruddock, uccidendolo prima che potesse nuocere ad Arno. Da quel momento il ragazzo si trasferì alla tenuta con gli amici di Élise. Nel periodo che venne, Arno lesse tutti gli scritti di Élise, che come ultimo compito gli chiese di esporre agli Assassini i suoi pensieri riguardo ad una possibile pace con i Templari.

### Riammissione nella Confraternita
Probabilmente dopo, aver fatto quanto gli aveva richiesto Èlise, Arno venne riammesso nella Confraternita ed eventualmente promosso a Maestro Assassino. Rivestito di questo rango, Arno maturó la sua filosofia del Credo, continuando le sue visite alle tombe di Èlise e dei de la Serre. Divenne anche uno strettissimo collaboratore di Napoleone Bonaparte, divenuto Primo Console della neo repubblica francese. Il 24 dicembre 1800 Arno guidò una squadra di confratelli nella protezione di quest'ultimo.
Infatti il leggendario generale era entrato nel mirino dei superstiti realisti scampati al 13 Vendemmiaio. Divenne anche un alleato di Gioacchino Murat, sovrano del regno di Napoli. In un momento imprecisato dopo l'attacco dei realisti, Arno e Napoleone rientrarono nella cripta dei Templari, dove sepolsero le ossa di Germain tra quelle presenti nelle catacombe di Parigi. Dagli scritti del futuro imperatore si hanno tracce dell'operato Arno sino al maggio 1808.

## Eredità
"Ti metterò subito a lavorare ad un progetto molto speciale. Il soggetto si chiama Arno Dorian ed è vissuto durante la rivoluzione francese. Vorrei che tu esplorassi ogni piega della sua storia."
―Melanie Lemay incarica Robert Fraser di rivivere i ricordi di Arno.[src]
Le azioni di Arno in qualità di Assassino ebbero conseguenze premature per tutta la Confraternita francese; grazie all'eliminazione dei maggiori Templari operanti sulla nazione, riuscirono infatti ad espandere liberamente la loro influenza lungo tutti i confini della Francia. Inoltre misero sotto la loro protezione una Spada dell'Eden, che Arno poté utilizzare dopo la sua nomina a maestro. Inoltre, la partecipazione di Arno ai molti eventi della rivoluzione si rivelò cruciale per le sorti del periodo. Per un breve periodo assunse anche il ruolo di investigatore, risolvendo su indicazione di Eugène-François Vidocq degli omicidi archiviati come misteriosi dai gendarmi.
Nel 2014 i suoi rapporti con François-Thomas Germain entrarono negli interessi degli Assassini moderni, che alleatisi con gli Iniziati, rivissero i suoi ricordi genetici allo scopo di rintracciare i resti del Saggio. Tutto ciò per recuperare le sue spoglie ed intaccare i progressi del Progetto Phoenix mosso dalle Abstergo Industries - multinazionale farmaceutica gestita dai Templari. Anche la divisione di intrattenimento di quest'ultimi, l'Abstergo Entertainment di Montréal, si occupò di esplorare la vita di Arno, incaricando il dipendente del Progetto Campione 17 Robert Fraser di rivivere i suoi ricordi tramite Helix, per una successiva elaborazione ludica.

## Caratteristiche e personalità
"Il Credo della Confraternita degli Assassini insegna che tutto e lecito. Un tempo credevo concedesse di agire liberamente, per seguire i miei ideali a qualsiasi costo. Adesso ho capito: il Credo non permette. Il Credo avverte."
―Arno riflette sul Credo della Confraternita, 1794[src]
L'origine nobiliare di Arno gli concede il godimento dei molti privilegi che il suo ceto sociale può vantare. Cresce secondo la rigida educazione della vita aristocratica, avendo accesso a numerose frontiere culturali; sviluppa in particolare una passione per i classici letterari e i trattati di filosofia. È fondamentalmente un bambino diligente e dall'animo tanto pacato quanto socievole e ammodo.
Tuttavia la morte di suo padre e la conseguente adozione da parte della famiglia de la Serre, segnano irrimediabilmente la sua vita e mutano rapidamente il suo carattere. Una volta in età adulta, infatti, il ragazzo si dimostra tutt'altro che nobile. In primo luogo perde la sua passione per la lettura, sostituendola con l'abitudine del gioco d'azzardo.
Sviluppa anche una spiccatissima vena umoristica ed ironica, che gli fa spesso sostenere come i suoi nuovi passatempi comportino "tanto esercizio fisico e aria fresca". Questi lo vedono spesso invischiato in equivoci e intrighi che gli sarebbero costati l'arresto; i suoi continui guai sono spesso oggetto delle lamentele di François de la Serre. Tuttavia il suo effettivo cambiamento si denota principalmente dal suo forte carisma e dalla sua arroganza, peculiarità che lo rendono inoltre molto istintivo ed impulsivo. È anche molto riluttante al lavoro fisico, assumendo molto spesso un atteggiamento da piantagrane seppur continui ad ubbidire con zelo agli ordini che gli vengono impartiti.
Ma un altro cambiamento drastico avviene in lui dopo l'omicidio di de la Serre, evento che lo grava di un drammatico senso di colpa, poiché egli ritiene che avrebbe potuto impedire tutto ciò. Ossessionato dagli errori del suo passato, si unisce agli Assassini con la sola speranza di potersi redimere.
Una volta divenuto a tutti gli effetti un membro della Confraternita si trasforma in un guerriero onorevole, freddo e calcolatore, principalmente dedito ai suoi scopi ma anche alla giustizia ed alla libertà del popolo francese in decadenza. Ma la sua personalità da Assassino rimane fondamentalmente quella di uno spietato giustiziere assetato di redazione con uno spirito tanto tagliente quanto vulnerabile - infatti tende a nascondersi dietro la sua vena umoristica quando si sente emotivamente attaccabile. È anche molto abile nelle torture e dimostra più volte di comprendere e di sfruttare a suo vantaggio il potere della paura, come quando estorce a La Touche la posizione del Roi de Thunes.
Il suo atteggiamento libertino e da piantagrane lo spinge spesso ad ignorare l'autorità del Consiglio degli Assassini, preferendo agire a modo suo come secondo lui dice il Credo. Tuttavia le gravi perdite subite nel corso della sua avventura, gli eventi del viaggio a Franciade e l'elezione a Maestro Assassino, lo portano infine ad un ultimo cambiamento: diviene più pacato e ammodo, compiendo anche una profonda riflessione sul suo significato. Egli lo inizia a vedere come un avvertimento, secondo cui è l'uomo a dover giudicare le proprie azioni e non una qualche entità superiore. Inoltre inizia a maturare il desiderio di una pace tra Assassini e Templari, pur non sentendosi all'altezza della situazione come invece gli ha chiesto la sua amata.

### Equipaggiamento e abilità
"Sei un demonio con le lame!"
―Napoleone commenta le abilità di Arno[src]
I mesi passati ad allenarsi con Bellec resero Arno un formidabile Assassino, capace di compiere senza il minimo sforzo svariate manovre acrobatiche che gli permettevano di districarsi velocemente tra travi, impalcature ed alberi. Inoltre grazie al suo fisico resistente poteva arrampicarsi con caparbietà nei più imponenti edifici di Parigi, nonché di scendere da essi controllando con altrettanta bravura i movimenti di calata. Poteva scavalcare ostacoli di qualsiasi entità, ed era in grado di compiere il salto della fede.
Era anche un eccellente combattente, osteggiando secondo lo stile della classica scherma di brigata francese. Il suo equipaggiamento comprendeva: una spada, una pistola, bombe fumogene, granate sia diversive sia velenose, e ovviamente l'arma canonica degli Assassini, una lama celata cui era agganciata una lama fantasma dai dardi multipli. Grazie a tecniche difensive come la parata e la schivata, Arno era in grado di tenere testa a più avversari contemporaneamente, stordendoli con le varie componenti del suo equipaggiamento qualora si fosse trovato in difficoltà.
Nonostante fosse principalmente uno schermidore, maneggiava bene anche armi lunghe e pesanti. In qualità di Assassino era anche preparato in pedinamenti, ricognizioni, manovre di scasso e tutto ciò che potesse tornargli utile in missione. Una delle sue capacità più straordinarie risiedeva nell'occhio dell'aquila, un sesto senso che gli permetteva di cogliere intuitivamente ogni più piccolo dettaglio del mondo circostante. Aveva anche grandi capacità di pianificazione ed investigative.

### Vita sentimentale
Élise: Hai causato parecchio fermento, direi.
Arno: Che devo dire? Eri un cattivo esempio.
Élise: Oh, eri tu il peggiore.
—Arno ed Élise al ballo di Versailles del 1789.[src]
Il cambiamento caratteriale che Arno subì da bambino è sostanzialmente dovuto all'influenza che ebbe su di lui la sorellastra Élise, dalla personalità decisamente più libertina e ribelle della sua. Il ragazzo non la vide mai come una vera e propria sorella, bensì come la sua migliore amica. Fu questo punto di vista che permise ai due di maturare quello che poi sarebbe divenuto amore. Il sentimento poté sbocciare nonostante i continui guai in cui Arno si cacciava insieme ad Élise. Quando divennero adulti, si denotava una sorta di competizione tra i due su chi causava il guaio peggiore. Tuttavia l'omicidio di François de la Serre e le false accuse mosse ad Arno, incrinarono gravosamente i loro rapporti.
Fortunatamente riuscirono a ritrovarsi grazie ad un obiettivo comune - uccidere Germain - che però perseguivano per motivazioni totalmente differenti: mentre Arno voleva solo redimersi, Élise mirava alla vendetta. A separarli ulteriormente erano i rispettivi modi di ragionare, uno da Assassino e l'altra come una Templare. Queste divergenze distrussero per sempre il loro rapporto, in quanto la ragazza rimase uccisa nello scontro con Germain nel tentativo di compiere la sua vendetta. Ciò fece cadere il ragazzo in un profondo stato depressivo, che lo trasformò in un uomo tetro e freddo. Tuttavia riuscì a superare ciò una volta letti i diari di Élise. In essi Arno scoprì che i due camminavano lungo lo stesso destino, seppur non avessero mai realmente avuto l'occasione di poter vivere il loro amore anche da adulti.

## Assassinii commessi
- Charles-Gabriel Sivert
- Duchesneau
- Roi des Thunes
- Chrétien Lafrenière
- Pierre Bellec
- Flavigny
- Frédéric Rouille
- Conte di Gambais
- Visconte di Gambais
- Marie Levésque
- Louis-Michel le Peletier
- Aloys la Touche
- Marcourt
- Jacques Roux
- François-Thomas Germain
- Jean Lessard
- Iscariotte
- Jean-Baptiste Rotondo
- Jean Gilbert
- Andrés de Guzmán
- Philippe Rose
- Un numero imprecisato di guardie di diverse fazioni e nazionalità.

## Curiosità
- "Arno" (pronunciato "Arnò") è un nome di origine germanica che significa "aquila possente", ma può anche essere tradotto come "colui che regna come un'aquila" o "aquila-lupo". "Victor" proviene dal latino e significa "conquistatore".
- Il suo cognome, "Dorian", è invece di origine greca, e significa "dotato".
  - Arno nonostante non sia un antenato di Desmond, come Edward Kenway e Connor Kenway, presenta una cicatrice sotto l'occhio destro.
  - Robert Fraser, l'impiegato dell'Abstergo Entertainment incaricato di rivivere i ricordi di Arno, è un partecipante del Progetto Campione 17. Ciò risulta strano, in quanto Arno non è un antenato di Desmond sebbene tale iniziativa si occupi di studiare la sua ascendenza.
- Egli è il secondo Assassino conosciuto ad avere avuto un relazione con una Templare, dopo Altaïr Ibn-La'Ahad con Maria Thorpe.
- Gli Assassini moderni hanno archiviato la sequenza genica di Arno come AD16-B13-I87.
- Un assassino molto simile ad Arno, appare nella fase finale del film omonimo della saga e sembra essere imparentato con il protagonista Callum Lynch interpretato da Michael Fassbender